# Fleur (molen)
Fleur is een stellingmolen aan de Lage Wipstraat in het Brabantse Zevenbergen (gemeente Moerdijk). De molen dateert uit 1841 en is gebouwd als korenmolen en oliemolen. In 1938 is vanwege windbelemmering het malen op de wind gestopt. De molen was tot 1950 in gebruik en is in 1969 door de toenmalige gemeente Zevenbergen gekocht. In 1989 kwam de molen, die inmiddels een monumentstatus had, in particuliere handen. Van 1996 tot 1999 is de molen draaivaardig hersteld, waarbij onder meer de molen is rechtgezet en van een nieuwe kap is voorzien. Ook is het metselwerk voor een deel vernieuwd. Dat de restauratie is bedoeld om de molen slechts draaivaardig te maken is te zien aan het bovenwiel, dat geen kamgaten heeft.
De naam Fleur heeft de molen tijdens de restauratie gekregen: het is de naam van de jongste dochter van de toenmalige eigenaar.
In 2007 is de molen gekocht door Stichting Woningbouw Zevenbergen.
Ondanks dat de molen van binnen een woning is, wordt er toch nog regelmatig gedraaid. De molen is in principe niet te bezichtigen, maar af en toe wordt de molen met de Westbrabantse Molendag opengesteld voor het publiek.